# Roy Johansson
Roy Johansson är en svensk före detta fotbollsspelare (mittback) som representerade Gais i allsvenskan säsongerna 1972–1973.
Johansson, då i BK Häcken, blev juniorlandslagsman 1971. Han värvades som 19-åring till Gais inför säsongen 1972, och blev under säsongen snart sagt ordinarie i det sviktande Gaisförsvaret, med 14 matcher (inga mål) då Gais med ett nödrop klarade sig kvar i allsvenskan. Säsongen därpå blev det dock bara fyra matcher (inga mål) för Johansson i Gais innan han försvann från klubben.